# کاتینو موبلی
کاتینو موبلی (انگلیسی: Cuttino Mobley؛ زادهٔ ۱ سپتامبر ۱۹۷۵) بازیکن بسکتبال اهل ایالات متحده آمریکا است.
از باشگاه‌هایی که در آن بازی کرده‌است می‌توان به لس آنجلس کلیپرز، اورلندو مجیک، هیوستون راکتس، ساکرامنتو کینگز، و نیویورک نیکس اشاره کرد.